# Villa Flores 1.ª Sección
Villa Flores 1.ª Sección es una localidad del municipio de Huimanguillo ubicado en la subregión de la Chontalpa del estado mexicano de Tabasco.

## Geografía
La localidad de Villa Flores 1.ª Sección se sitúa en las coordenadas geográficas 17°48′31″N 93°25′16″O / 17.808611, -93.421111, a una elevación de 23 metros sobre el nivel del mar.

## Demografía
Según el Conteo de Población y Vivienda 2020, efectuado por el Instituto Nacional de Estadística y Geografía, la localidad de Villa Flores 1.ª Sección tiene 1,467 habitantes, de los cuales 724 son del sexo masculino y 743 del sexo femenino. Su tasa de fecundidad es de 2.2 hijos por mujer y tiene 417 viviendas particulares habitadas.
| Gráfica de evolución demográfica de Villa Flores 1.ª Sección entre 1930 y 2020 |
|                                                                                |
| INEGI.                                                                         |